# Otto Fricke (Admiral)
Otto Fricke (* 29. Mai 1894 in Wennigsen (Deister); † 26. November 1966 in Heidelberg) war ein deutscher Marineoffizier, zuletzt Konteradmiral im Zweiten Weltkrieg.

## Militärische Laufbahn

### Kaiserliche Marine
Am 1. April 1913 trat Otto Fricke (Crew 1913) als Seekadett in die Kaiserliche Marine ein. Bis zum 31. März 1914 absolvierte er seine Grundausbildung, u. a. auch auf dem Geschützten Kreuzer Hansa. Nach einer Zeit auf der Marineschule Mürwik kam er zunächst am 1. August 1914 auf den Kleinen Kreuzer Stuttgart, am 31. Januar 1915 dann auf den Kleinen Kreuzer Graudenz. Vom 23. November 1915 bis zum 22. Mai 1917 diente er auf dem Großlinienschiff Helgoland. 
Am 27. Mai 1917 wechselte Otto Fricke zu den Minensuchern. In der IV. Minensuchflottille war er bis zum 15. September 1919 Kommandant von M 38.

### Reichsmarine
Seit dem 16. September 1919 war er im Rahmen der Reichsmarine für kurze Zeit bei der V. Minensuchflottille, bevor er am 21. Oktober 1919 Wachoffizier auf dem Kleinen Kreuzer Königsberg wurde. Vom 1. Juni 1920 bis zum 25. Oktober 1920 folgte eine Kommandierung als Zugführer zum Küstenwehrregiment Wilhelmshaven. Daran schloss sich eine längere Verwendung bei der Küstenwehrabteilung II als Kompanieoffizier und Kompanieführer an. Während dieser Zeit wurde er zeitweise zum Jägerbataillon des Infanterie-Regiments 15 kommandiert.
Am 4. April 1923 kam Oberleutnant z.S. Fricke als Adjutant und Lehrgruppenoffizier zur Marineschule Mürwik. Es folgte am 23. September 1924 eine Versetzung als Kompanieführer zur Schiffsstammdivision der Ostsee. Kurz vor seiner Beförderung zum Kapitänleutnant erhielt Fricke auf dem Kreuzer Berlin ein Bordkommando. Vom 31. März 1925 bis zum 25. September 1927 fungierte er dort als Wachoffizier. Vom 26. September 1927 bis zum 2. Oktober 1929 war Fricke Kompanieführer bei der III. Marine-Artillerie-Abteilung. 
Es folgten zwei weitere Bordkommandos, zunächst vom 3. Oktober 1929 bis zum 25. September 1932 auf dem Linienschiff Hessen (erst als Wachoffizier, ab dem 25. September 1930 als 2. Artillerieoffizier), im Anschluss daran bis zum 26. September 1934 als Artillerieoffizier auf dem Leichten Kreuzer Königsberg. Am 28. September 1934 wechselte Korvettenkapitän Fricke zur Schiffsartillerieschule in Kiel, wo er als Lehrer und Stabsoffizier eingesetzt wurde. In dieser Verwendung erlebte er die Umbenennung der Reichsmarine zur Kriegsmarine am 1. Juni 1935.

### Kriegsmarine
Beim Stab der Schiffsartillerieschule erfolgte am 1. Januar 1937 seine Beförderung zum Fregattenkapitän. Am 1. Oktober 1937 folgte die Versetzung zur Inspektion der Marineartillerie als Chef des Stabes, wo er bis zum 30. April 1940 blieb. Während der Sudetenkrise war Fricke gleichzeitig Kommandeur des 11. Marineartillerieregiments am Westwall.
Nach der Besetzung Norwegens im April 1940 wurde Fricke, seit dem 1. Oktober 1938 Kapitän zur See, am 1. Mai 1940 Kommandant der Seeverteidigung Stavanger. Am 19. Juli 1940 wechselte er jedoch wieder als Chef des Stabes zum Marinebefehlshaber Kanalküste. Am 18. April 1942 stieg Fricke zum Chef des Stabes beim Kommandierenden Admiral Frankreich (Admiral Otto Schultze / Admiral Wilhelm Marschall) auf. Hier erfolgte am 1. September 1942 seine Beförderung zum Konteradmiral. Als im November 1942 die Dienststelle des Kommandierenden Admirals Frankreich in den Bereich des Marinegruppenkommandos West eingegliedert wurde, übernahm Fricke dort ab dem 16. November die Funktion des Oberquartiermeisters. Vom 1. April 1943 bis zum 22. Juli 1945 fungierte Konteradmiral Fricke noch als Inspekteur bei der Inspektion der Marineartillerie.

## Nachkriegszeit
Seine Kriegsgefangenschaft dauerte vom 22. Juli 1945 bis zum 19. April 1947. Konteradmiral Otto Fricke verstarb am 26. November 1966 in Heidelberg.

## Beförderungen
- 03. April 1914: Fähnrich zur See
- 18. September 1915: Leutnant zur See
- 07. Januar 1920: Oberleutnant zur See
- 01. Mai 1925: Kapitänleutnant
- 01. April 1933: Korvettenkapitän
- 01. Januar 1937: Fregattenkapitän
- 01. Oktober 1938: Kapitän zur See
- 01. September 1942: Konteradmiral

## Auszeichnungen
- Eisernes Kreuz (1914) II. Klasse
- Hanseatenkreuz (Bremen)
- Ehrenkreuz für Frontkämpfer
- Dienstauszeichnung (Wehrmacht) für 12 Jahre (DA III)
- Dienstauszeichnung (Wehrmacht) für 25 Jahre (DA I)
- Verdienstorden der Republik Chile, silbernes Inhaberkreuz